# Fawcett River
Fawcett River är ett vattendrag i Kanada.   Det ligger i provinsen Alberta, i den centrala delen av landet, 2 900 km väster om huvudstaden Ottawa.
I omgivningarna runt Fawcett River växer i huvudsak blandskog. Trakten runt Fawcett River är nära nog obefolkad, med mindre än två invånare per kvadratkilometer.